# Nevriye Yılmaz
Nevriye Yılmaz (16 de junho de 1980) é uma ex-basquetebolista profissional turca de família búlkgara.

## Carreira
Nevriye Yılmaz integrou a Seleção Turca de Basquetebol Feminino, em Londres 2012 e Rio 2016.